# ان‌جی‌سی ۲
ان‌جی‌سی ۲ (به انگلیسی: NGC 2) یک کهکشان مارپیچی در صورتِ فلکیِ اسب بزرگ است که در جنوبِ ان‌جی‌سی ۱ واقع شده و قدر ظاهریِ ۱۴.۲ دارد.